# Elektromagnetische katapult

Spoelgeweer met kogel

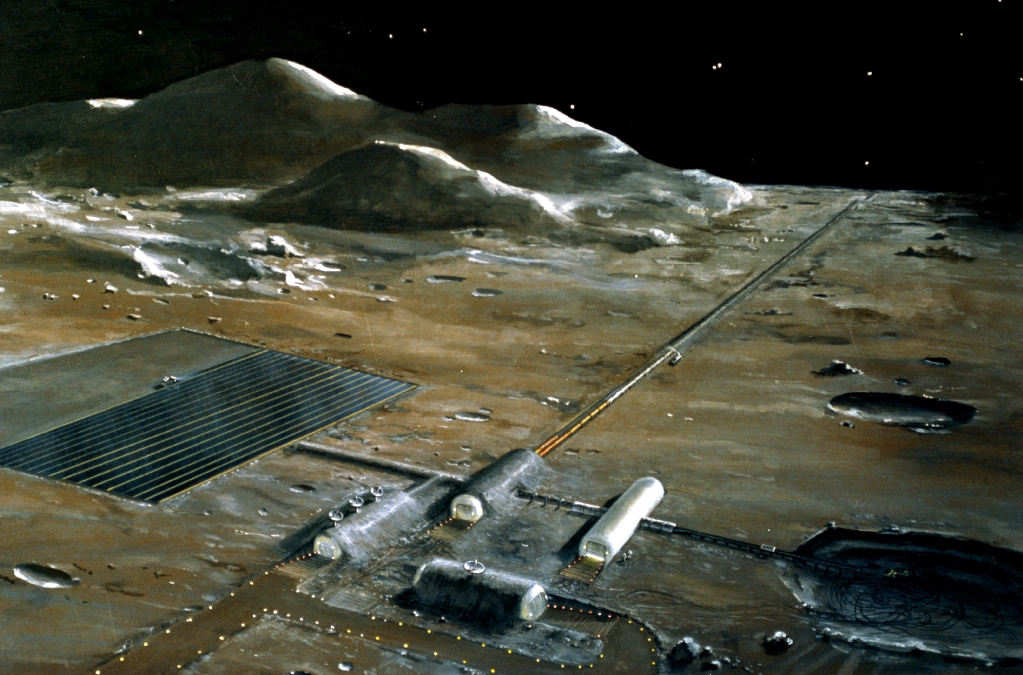
Een mass driver voor maanlancering (kunstenaarsimpressie)

Een mass driver of elektromagnetische katapult is een concept voor een niet-raketaangedreven lancering, waarbij van een lineaire aandrijving gebruikgemaakt wordt om objecten te versnellen tot een zodanige hoge snelheid dat - in de ruimtevaart - het object kan ontsnappen aan de zwaartekracht van bijvoorbeeld de Aarde, zogenaamde ontsnappingssnelheid of - in de luchtvaart - dat het vliegtuig op eigen kracht kan vliegen. 
Alle bestaande en voorgestelde elektromagnetische katapulten bezitten spoelen die als elektromagneten fungeren. Het afzonderlijk en vlak na elkaar aanzetten van een rij elektromagneten in het lineaire traject kan het object versnellen. Door kinetische energie die het object meekrijgt in het lanceertraject kan het object zich na de lancering blijven voortbewegen als gevolg van massatraagheid, inertie.
In feite is een elektromagnetische katapult een grotere uitvoering van een spoelgeweer/elektromagnetisch kanon, waarbij het object uit twee componenten zou kunnen bestaan: een magnetiseerbare houder (sabot) en de vracht zelf (met hitteschild). Als dit object eenmaal volledig op snelheid is gekomen na het traject met de versnelling doorgelopen te hebben, dan kan de magnetiseerbare houder zich losmaken van de vracht, afremmen en voor een nieuwe lancering opnieuw gebruikt worden.
Elektromagnetische katapulten kunnen op twee manieren gebruikt worden om ruimtevracht te versnellen:
1. Een grote mass driver op de grond om objecten de ontsnappingssnelheid mee te geven vanaf de Aarde of andere planeten/manen.
2. Een ruimtevaartuig kan een mass driver als aandrijving gebruiken, door stukken massa te versnellen in de richting tegengesteld aan de koers, om zo zichzelf te versnellen (actie=reactie). Een hybride ontwerp is eveneens mogelijk, zie ook spoelgeweer, railgun, of helical railgun.

Een niet-civiele, defensieve toepassing van de elektromagnetische katapult is mogelijk, op dezelfde manier als klassieke geweren of kanonnen gebaseerd op chemische explosieven zoals bij Project Babylon van Gerald Bull.

## Grondgebaseerde elektromagnetische katapult
In het algemeen geldt dat dergelijke katapulten praktisch zijn voor het versnellen van kleine objecten tot snelheden van een paar kilometer per seconde, bijvoorbeeld 1 kilogram bij 2,5 km/s. Zwaardere objecten hebben proportioneel een langer en/of zwaarder versnellingstraject nodig, lichtere objecten kunnen versneld worden tot 20 kilometer per seconde en hoger.

### Rekenvoorbeeld
Een EMK van één kilometer lang, gemaakt van supergeleidende spoelen, kan een object van 20 kilogram versnellen tot 10,5 kilometer per seconde bij een energieconversie-efficiëntie van 80%, bij een gemiddelde versnelling van 5.600 maal de aardse gravitatie.

### Nadelen
De mogelijkheden worden daarbij begrensd door de kosten van halfgeleidermateriaal om de elektrische stroom te schakelen, de elektriciteitskosten en de tijdelijke opslag van elektriciteit. De relatief sterke gravitatie en de dikke atmosfeer maken een dergelijke installatie moeilijk, zodanig dat veel voorstellen zich meer concentreren om de EMK's op de Maan te plaatsen, waar de zwaartekracht een zesde van die op Aarde bedraagt en een atmosfeer ontbreekt.

### Technische aspecten
Een aantal ontwerpen voor EMK gaan uit van supergeleidende spoelen om een redelijke energie-efficiëntie (bij benadering van 50%) te bereiken. Het beste resultaat dat gehaald kan worden is met een aluminium spoel als object. De spoelen van de massaversneller induceren (middels wervelstroom) de te lanceren aluminium spoel (voorzien van vracht) en werken op het resulterende magnetisch veld.
Er zijn twee delen te onderscheiden in het tracé van een EMK; in het gedeelte met maximale versnelling staan de spoelen in een rij opgesteld, met gelijke onderlinge afstand, waarin de grootte van de elektrische stroom in de spoelen synchroon loopt met de hoogte van de (geplande) versnelling van het object. In dit eerste gedeelte nemen de snelheid en de versnelling beide toe, vanaf stilstand tot de maximale versnelling die het object (en de vracht) kan verdragen In het tweede gedeelte van het traject wordt de versnelling constant gehouden, waardoor de snelheid niet meer dan lineair toeneemt. Hier staan de spoelen met toenemende onderlinge afstand opgesteld.
Het meest voorgestelde gebruik van EMK betreft transport van grondstoffen van de maanoppervlakte naar ruimtestations, voor verdere verwerking gebruikmakend van zonne-energie. Het Amerikaanse Space Studies Institute (instituut voor ruimteonderzoek) heeft aangetoond dat deze toepassing redelijkerwijs praktisch kan zijn.
In de prototypes wordt de vracht in een houder door de EMK versneld en na lancering van alleen de vracht zou de houder hergebruikt kunnen worden (na vertraagd te zijn).

### Op Aarde
In tegenstelling tot een spoelgeweer kan een EMK theoretisch honderden kilometers lang worden en hierdoor vermijden dat de vracht met passagiers blootgesteld wordt aan een extreme versnelling bij een kort tracé.
Het kan horizontaal gebouwd worden, met het laatste gedeelte opwaarts uitgevoerd onder een optimale hoek. Hierbij kan gebruikgemaakt worden van natuurlijke hellingen zoals bij bergen.
Hoe hoger een tracé eindigt, hoe lager de totale vertraging door luchtweerstand is, aangezien de atmosfeer ijler wordt met de hoogte.
Een EMK is beter te onderhouden dan veel andere constructies voor niet-raketgebaseerde ruimtevaart. De EMK-buis kan daarbij constant vacuüm gepompt te worden om weerstand als gevolg van luchtwrijving te verlagen.
Een EMK kan cirkelvormig uitgevoerd worden, waarmee niet-delicate vracht dat bovenmenselijke versnelling kan verdragen, gelanceerd kan worden.

## Op vliegdekschepen

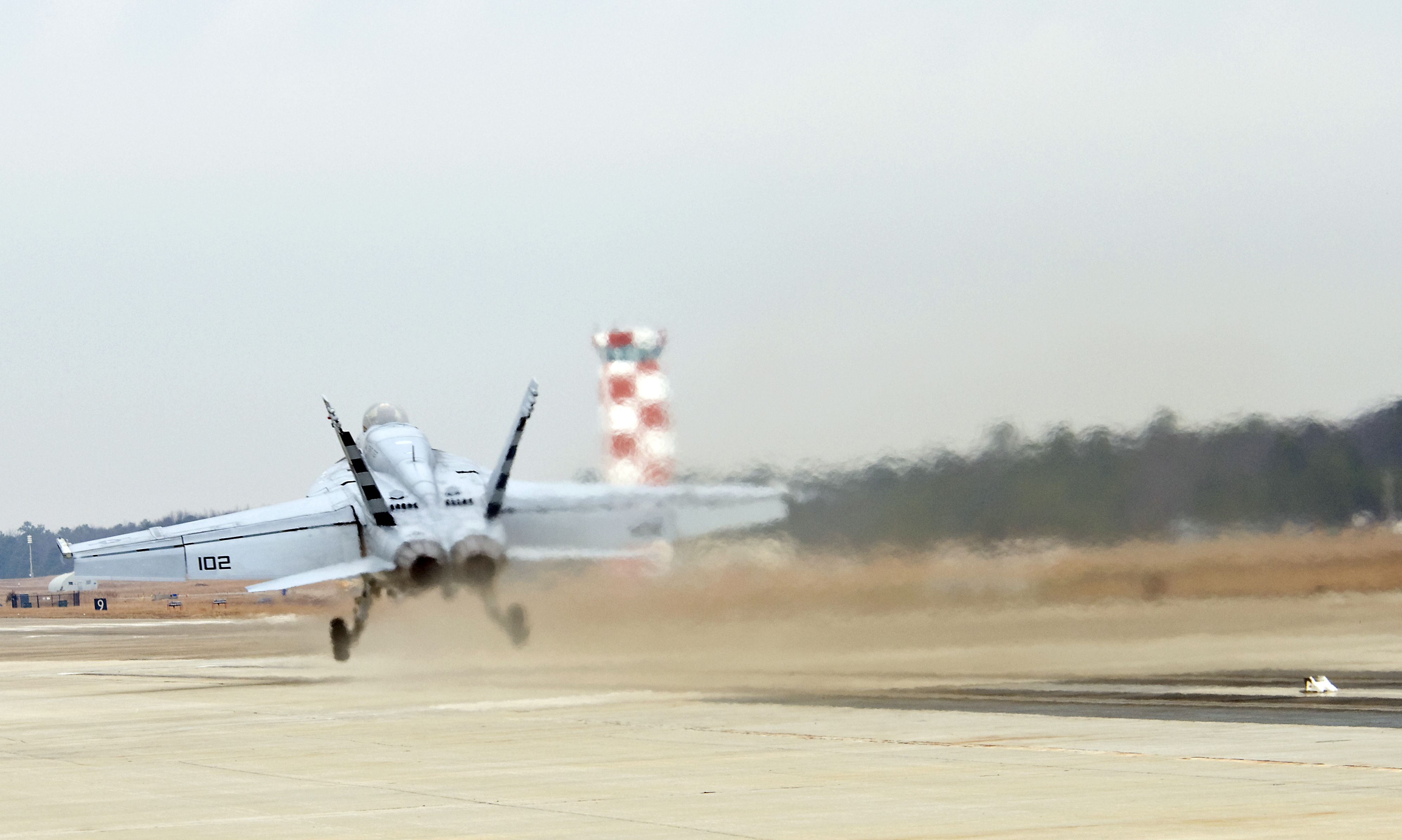
Het elektromagnetische lanceersysteem lanceert een F-A-18E Super Hornet. Locatie is Naval Air Systems Command te Lakehurst

De United States Navy, de Amerikaanse marine, heeft het concept in 2010 gebruikt om een F/A-18E Super Hornet aanvalsjager te lanceren vanaf een testlocatie, met de intentie om de stoomaangedreven katapult op vliegdekschepen op den duur te vervangen. Dit systeem heeft de naam "Electromagnetic Aircraft Launch System" (EMALS) gekregen. Op 28 juli 2017 werd de eerste EMALS-katapultlancering uitgevoerd met een F/A-18E/F Super Hornet vanaf de USS Gerald R. Ford.
Ook het in 2022 in gebruik genomen Chinees vliegdekschip Fujian beschikt naar alle waarschijnlijkheid over een dergelijk systeem.